# Rhizophagus oblongicollis
Rhizophagus oblongicollis is een keversoort uit de familie kerkhofkevers (Monotomidae). De wetenschappelijke naam van de soort werd in 1892 gepubliceerd door Blatch & Horner.